# Spectre (Marvel Comics)
Pour les articles homonymes, voir Spectre.
Le Spectre (« Wraith » en VO) est le nom de plusieurs super-vilains successifs évoluant dans l'univers Marvel de la maison d'édition Marvel Comics. Créé par le scénariste Bill Mantlo et le dessinateur Sal Buscema, le personnage de fiction apparaît pour la première fois en tant que Brian DeWolff dans le comic book Marvel Team-up #48 en 1976.
Il existe plusieurs autres personnes portant ce nom : John Kestrel (Kestrel (en)), l'allié de Wolverine, Hector Rendoza, un mutant actuellement sans pouvoir depuis le M-Day, le Kree Zak-Del et Yuri Watanabe.

## Brian De Wolff
Créé par le scénariste Bill Mantlo et le dessinateur Sal Buscema, le personnage de fiction apparaît pour la première fois en tant que Brian DeWolff dans le comic book Marvel Team-up #48 en 1976.
Brian DeWolff était un jeune policier blessé par des voyous qui fut secouru par son père, Phillip, lui aussi policier. Par des moyens inconnus, Brian fut transformé en Spectre, conditionné mentalement et utilisé comme vigilante par Phillip.
Il fut amené à combattre Spider-Man, Iron Man, le Docteur Strange, sa sœur Jean, jusqu'à ce qu'il soit battu par le Tisseur.
Il regagna sa propre conscience et son père fut emprisonné. Le Spectre se rangea alors du côté de la Loi et aida Iron Man à vaincre Midas, et supporta Spider-Man dans sa lutte contre la Maggia.
Quand sa sœur Jean fut assassinée par le Rédempteur, le Spectre fut anéanti par sa perte. De plus en plus instable mentalement, il décida de se venger de la Police de NYC. Au moment où il allait attaquer un poste de police, il fut abattu par Scourge. Son corps n'étant plus capable d'abriter son esprit, le Spectre investit le corps d'un inconnu et il dirigea un gang de vampires avant d'être de nouveau tué par Morbius.
Au cours de ce crossover de 2009, le Spectre fit partie de la dizaine de super-vilains ramenés à la vie par The Hood pour traquer le Punisher. Ce dernier l'élimina d'une flèche en plein cœur.

### Pouvoirs et capacités
Le Spectre possédait le pouvoir lire les esprits, de créer des illusions multiples, et de contrôler mentalement une personne.
- En se concentrant, il pouvait aussi provoquer une forte douleur chez sa cible.
- Son pouvoir troublait le sens d'araignée de Spider-Man qui ne pouvait détecter sa présence.
- Il utilisait un pistolet et des grenades fumigènes pour s'échapper rapidement.
- DeWolff était un policier entrainé au tir et au combat au corps à corps.

## Hector Rendoza
Il est créé par l'écrivain Scott Lobdell et le dessinateur Salvador Larroca et est apparu pour la première dans le comics Uncanny X-Men #392 en Mai 2001. 
Hector est un mutant, alors qu'il se rendait chez un médecin une foule l'a attaqué à cause de son apparence. Heureusement, il a été sauvé par le Phoenix. Jean a recruté Hector dans une nouvelle équipe de X-Men qu'elle a menée à Genosha pour sauver Charles Xavier, qui avait été enlevé par Magneto. Sur le chemin de Genosha, Jean donne à Hector un cours télépathique accéléré sur l'utilisation de ses pouvoirs et sur le fait d'être un X-Man. Au cours de leur combat contre Magneto, Hector a pu transférer son champ d'invisibilité à Magneto, le désorientant suffisamment pour que les autres puissent terminer le sauvetage de Xavier.
Malgré son rôle central dans le conflit, Hector a quitté les X-Men, dans l'espoir de découvrir et d'apprendre ses capacités par lui-même.
Hector a perdu ses pouvoirs mutants lors du Jour M comme une grande majorité de mutant.

### Pouvoirs et capacités
- Champ d'invisibilité: Le pouvoir d'Hector Rendoza était de générer un champ d'invisibilité. Malheureusement, lorsqu'il se manifestait, le champ rendait la peau d'Hector transparente, laissant apparaître ses muscles, ses organes et ses os. Jean pense que si ses pouvoirs avaient pu évoluer, il aurait été capable de se rendre complètement invisible, lui et les autres.
- Transfert: Hector pouvait transférer ce champ par le toucher, le ramenant à la normale tout en perturbant son adversaire.

## Zak-Del
Le Spectre (Zak-Del) est un héros de l'univers Marvel apparu la première fois dans le crossover Annihilation Conquest en septembre 2007 (juin 2008 en France). Wraith est assez fin, de teint blanc cadavérique et ayant pour habit une sorte de cape noire. Il a une personnalité sombre et solitaire. Il dispose d'un véhicule « intelligent » (comme celui de Batman), ainsi que d'une arme qui a le pouvoir de se transformer selon sa volonté.
Zak-Del est le fils de Sim-Del, un scientifique Kree qui inventa une source d'énergie révolutionnaire, mais les grandes maisons marchandes ne l'entendirent pas ainsi, et interdirent ses travaux. Banni par la société Kree, il s'exila avec sa famille sur un planétoïde stérile et, grâce à sa source d'énergie, il le rendit fertile et habitable. La planète fut détruite par l'armée Kree, mais le chercheur eut le temps de mettre son jeune fils dans une navette de sauvetage.
Le vaisseau dériva dans la Latitude Exotérique, territoire des Sans-Nom, des colons Kree ayant été infectés par des Exolons, des parasites se nourrissant de l'âme des êtres vivants. Zak-Del ayant subi ce traitement obtint la force, la guérison, l'immortalité, il peut également invoquer un essaim d'exolons pouvant insuffler la peur à n'importe qui (ou quoi) mais ce pouvoir avait un prix, sans âme les êtres infectés par les exolons perdent toute notions de temps et de conscience, et le seul moyen de retrouver une bride de mémoire est de s'infliger de terribles souffrances. Zak n'est pas le seul à être infecté par des exolons, car les explorateurs Kree furent les premiers (ce sont d'ailleurs eux qui le recueillirent). Zak ne se laissa pas faire, bien décidé à ne pas être victime de cette fatalité, et se rebella en tuant leur chef, pour s'enfuir finalement de la latitude ésotérique et voua sa vie à retrouver le meurtrier de son père.
Lors du conflit opposant la Phalanx et la résistance galactique, il fut attaqué par la race techno-organique et les fit fuir, effrayés. À cause de cet évènement, les deux camps cherchèrent à l'enrôler. Il aida la résistance et fut finalement capturé par Ronan l'Accusateur, chef militaire Kree depuis la Guerre d'Annihilation, et esclave de la Phalanx.
Ronan tortura l'homme qu'il surnomma Wraith, car il était autre chose qu'un simple Kree. Il décida ensuite de l'infecter avec le techno-virus, et Wraith sombra dans le coma.
À son réveil, il s'échappa avec deux autres captifs, le Super-Skrull et Praxagora. Le trio rejoignit la Résistance et combattit la Phalanx.

### Pouvoirs et capacités
- Le Wraith a une force, une rapidité et une agilité surhumaines.
- Le parasite bloque ses récepteurs de douleur, soigne ses blessures et stoppe son vieillissement.
- Il a déjà survécu à un empalement considéré comme mortel.
- Il peut invoquer un essaim d'Exolons, qui provoque une peur panique chez ses ennemis, même les êtres techno-organiques. * * Il peut léviter et traverser les parois physiques, à la manière d'un fantôme.

Wraith possède une arme inconnue pouvant changer de forme et devenant à volonté un pistolet, une épée ou un fouet. L'arme peut activer ou désactiver l'armement à distance

## Yuri Watanabe
Voir Yuri Watanabe